# Nikolaos Morakis
Nikolaos Morakis (Modern Greek: Νικόλαος Ντοράκης) o Morákis (Μοράκης), fue un tirador griego, que compitió en los Juegos Olímpicos de Atenas 1896.
Morakis compitió en el evento de pistola militar a 25 metros. Anotó 205 puntos, terminando en tercer lugar detrás de los hermanos estadounidenses John y Sumner Paine y cuarto en la correspondiente a 30 metros.